# 菊一岩夫
菊一 岩夫（きくいち いわお、1915年7月19日 - 1995年11月27日）は、日本の経営者。大和証券社長を務めた。

## 経歴
広島県出身。1933年に下関商業高等学校を卒業し、同年に藤本ビルブローカー証券(のちの大和証券)に入社。1957年11月に取締役に就任し、1958年11月に常務、1962年11月に専務、1968年11月に副社長を経て、1974年7月に社長に就任。1980年9月から相談役を務めた。
1995年11月27日、腎不全のために死去。80歳没。